# Jung Kyung-ho (diễn viên)
Jeong Gyeong-ho hay còn được viết là Jeong Kyung-ho (Hàn ngôn: 정경호, Hán-Việt: Trịnh Kính Hào) sinh ngày 31 tháng 8 năm 1983) tại Hàn Quốc, là nam diễn viên Hàn Quốc. Cha anh là đạo diễn Jeong Eul-young.
Jeong Gyeong-ho tốt nghiệp Đại học Chung-ang và khởi nghiệp từ năm 2004 qua phim 5 Stars.
Anh nhập ngũ ngày 30/11/2010 và thực hiện nghĩa vụ quân sự trong 21 tháng tại Uijeongbu, Gyeonggi. Ngày giải ngũ của anh là 4/9/2012.
Hiện nay anh đang hẹn hò với Choi Soo Young (SNSD), cặp đôi đã công khai vào 03/01/2014.

## Danh sách phim

### Phim truyền hình
| Năm  | Tên Phim                       | Vai                                           | Kênh                   |
| ---- | ------------------------------ | --------------------------------------------- | ---------------------- |
| 2004 | Sweet 18                       | Bạn hẹn hò của Jung Sook                      | KBS2                   |
| 2004 | You'll Know                    | Ha Ki Ho                                      | KBS2                   |
| 2004 | I'm Sorry, I Love You          | Choi Yoon                                     | KBS2                   |
| 2005 | My Sweetheart, My Darling      | Yoo In Chul                                   | KBS1                   |
| 2007 | Time Between Dog And Wolf      | Kang Min Ki                                   | MBC                    |
| 2009 | Ja Myung Go                    | Ho Dong                                       | SBS                    |
| 2009 | Smile, You                     | Kang Hyun Soo                                 | SBS                    |
| 2010 | Road No.1                      | Người đàn ông nhặt rác để bán (Cameo Ep 5)    | MBC                    |
| 2010 | The Great Gye Choon Bin        | Wang Gi Nam                                   | KBS2                   |
| 2013 | Heartless City                 | Jung Shi Hyun                                 | JTBC                   |
| 2013 | After School: Lucky Or Not     | Doctor (Cameo Ep 7)                           | NATE/Btv/Tstore/Hoppin |
| 2014 | Endless Love                   | Han Gwang Cheol                               | SBS                    |
| 2015 | Falling For Innocence          | Kang Min Ho                                   | JTBC                   |
| 2015 | My First Time                  | Cảnh sát (Cameo Ep 2)                         | OnStyle                |
| 2015 | High-End Crush                 | Phóng viên đài truyền hình (Cameo Ep 7,13,20) | Naver TV Cast          |
| 2016 | One More Happy Ending          | Song Soo Hyuk                                 | MBC                    |
| 2017 | Missing Nine                   | Seo Joon Oh                                   | MBC                    |
| 2017 | Prison Playbook                | Lee Joon Ho                                   | tvN                    |
| 2018 | Life On Mars                   | Han Tae Joo                                   | OCN                    |
| 2019 | When The Devil Calls Your Name | Ha Rip / Seo Dong Cheon                       | tvN                    |
| 2019 | Crash Landing On You           | Cha Sang Woo (Cameo Ep 1,5,7)                 | tvN                    |
| 2020 | Hospital Playlist              | Kim Joon Wan                                  | tvN                    |
| 2021 | Hospital Playlist 2            | Kim Joon Wan                                  | tvN                    |
| 2022 | Crash Course In Romance        | Choi Chiyeol                                  | tvN                    |

### Phim điện ảnh
| Năm  | Tên Phim                     | Vai           |
| ---- | ---------------------------- | ------------- |
| 2005 | All For Love                 | Yoo Jung Hoon |
| 2005 | When Romance Meets Destiny   | Kim Il Woong  |
| 2006 | Gangster High                | Lee Sang Ho   |
| 2007 | Herb                         | Lee Jong Beom |
| 2007 | For Eternal Hearts           | Soo Young     |
| 2008 | Sunny                        | Yong Deuk     |
| 2009 | Running Turtle               | Song Gi Tae   |
| 2013 | Fasten Your Seatbelt         | Ma Joon Gyu   |
| 2014 | Manhole (Sát Nhân Cống Ngầm) | Soo Chul      |
| 2015 | Amor                         | Tae Woo       |
| 2018 | Deja Vu                      | Choi Hyun Suk |
| 2021 | Apgujeong Report             | Ji Woo        |

### Chương trình truyền hình
| Năm  | Chương Trình | Vai Trò   | Kênh | Tập     |
| ---- | ------------ | --------- | ---- | ------- |
| 2013 | Radio Star   | Khách mời | MBC  | Tập 349 |
| 2013 | SNL Korea    | Host      | tvN  |         |
| 2013 | Taxi         | Khách mời | tvN  | Tập 306 |
| 2017 | Life Bar     | Khách mời | tvN  | Tập 26  |

### Phim di động
- 5 Stars (2004)

### Video âm nhạc
- Confession (4MEN)